# توماس إنيفولدسين
توماس إنيفولدسين (بالدنماركية: Thomas Enevoldsen) (مواليد 27 يوليو، 1987 في آلبورغ) لاعب كرة قدم دنماركي يلعب حاليا لصالح نادي غرونيننغن الهولندي.

## روابط خارجية
- توماس إنيفولدسين على موقع الاتحاد الدولي (مؤرشف)  (الإنجليزية)
- توماس إنيفولدسين على موقع الاتحاد الأوربي (الإنجليزية)
- توماس إنيفولدسين على موقع قاعدة بيانات كرة القدم.إي يو (الإنجليزية)
- توماس إنيفولدسين على موقع ناشيونال فوتبول تيمز (الإنجليزية)
- توماس إنيفولدسين على موقع Soccerway.com (الإنجليزية)
- توماس إنيفولدسين على موقع كووورة
- توماس إنيفولدسين على موقع AS.com (الإسبانية)